# São Cristóvão (Timóteo)
São Cristóvão é um bairro do município brasileiro de Timóteo, no interior do estado de Minas Gerais. Localiza-se no distrito-sede, estando situado na Regional Sudoeste. Segundo o censo demográfico de 2022, realizado pelo Instituto Brasileiro de Geografia e Estatística (IBGE), sua população era de 640 habitantes e havia 253 domicílios particulares permanentes ocupados.
De acordo com o IBGE, em 2010 a população era de 783 habitantes e havia 274 domicílios particulares.

## História e descrição

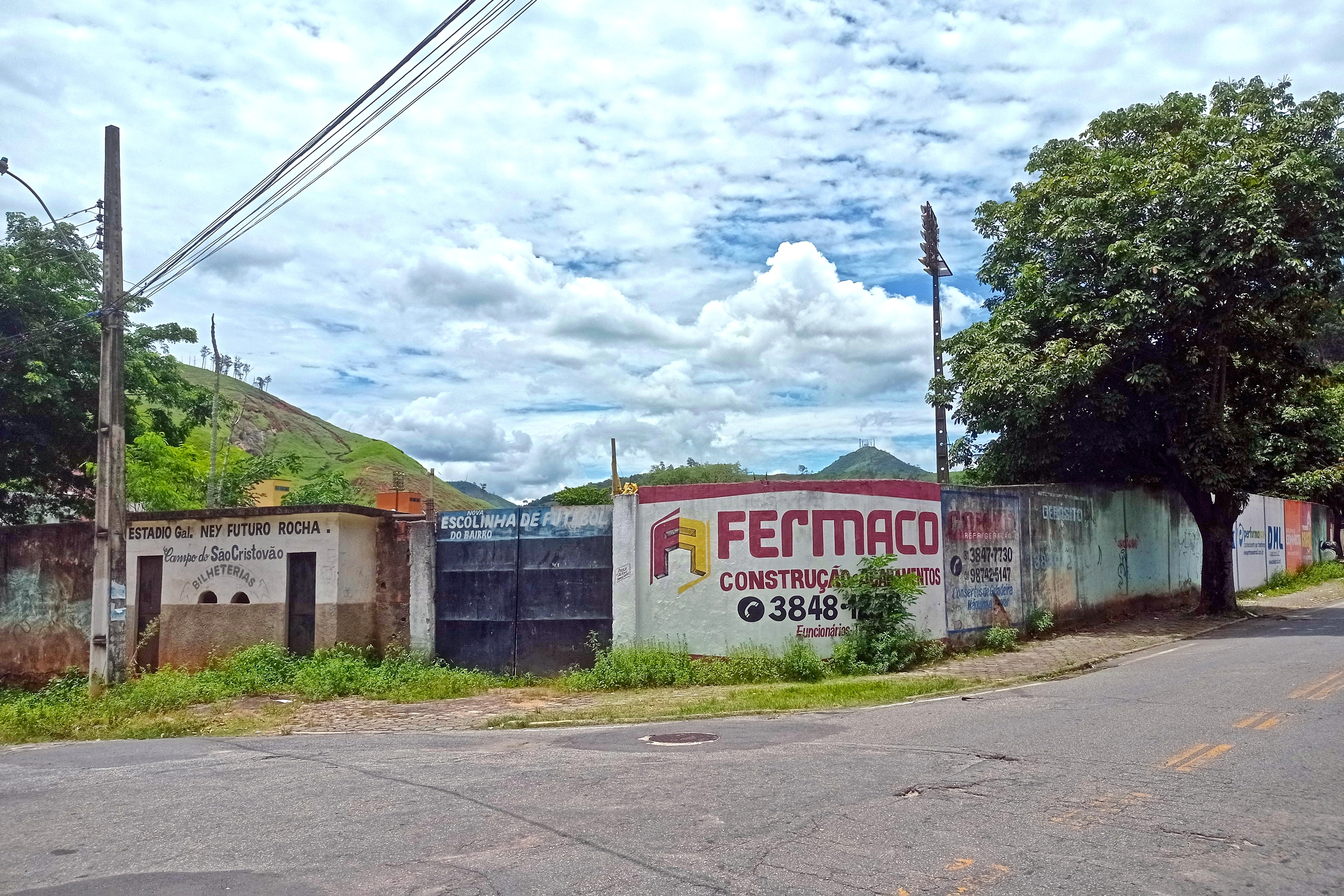
Entrada do Estádio General Ney Futuro Rocha

O nome do bairro é uma referência ao padroeiro São Cristóvão. Seu surgimento está relacionado à construção da antiga vila operária pela Acesita (atual Aperam South America), para atender aos trabalhadores da empresa, instalada em Timóteo na década de 1940. O projeto urbanístico do São Cristóvão, concebido pelo engenheiro Romeu Duffles Teixeira, foi entregue em 1953. Apresenta um traçado parecido com o do bairro vizinho Bromélias, mas, assim como este, teve seus quarteirões menores do que o previsto pelo projeto. A execução do calçamento e urbanização ficou a cargo da administração municipal e foi realizada antes de 1981.
Dentre os principais marcos do bairro estão a quadra coberta, que atende à demanda da comunidade local como área de lazer, além do Estádio General Ney Futuro Rocha. Este campo já sediou partidas importantes de campeonatos de futebol amador locais, tendo sido utilizado recorrentemente por esses torneios. É considerado a "casa" da equipe São Cristóvão, que possui relevância no amadorismo de Timóteo. O clube já foi campeão da Liga Acesitana de Futebol, uma das competições amadoras mais importantes da cidade.